# 楠瀬章仁
楠瀬 章仁（くすのせ あきひと、1986年12月4日 - ）は、高知県高知市出身の元サッカー選手、サッカー指導者。ポジションはミッドフィールダー。

## 来歴
流通経済大学（流通経済大学サッカー部）卒業後、ヴィッセル神戸に入団。
2010年8月、左膝外側半月板損傷により全治2カ月の重傷を負う。
2011年、シーズン末にプロA契約変更のための規定出場時間である公式戦450分出場を達成し、神戸と契約変更したが その後、1週間足らずで来季契約を更新しないことが発表された。
2012年、松本山雅FCに移籍。9月8日の天皇杯2回戦京都サンガF.C.戦ではプロ初得点を挙げるなど、シャドーや左サイドのアタッカーとして活躍した。
しかし、松本加入以前から悩まされていた膝を2013年10月に怪我（右変形膝関節症）をした。
その後手術をしたが年内に治りきらず、2014年1月に契約満了により松本山雅FCを退団した。
1年間、リハビリしながら浪人生活を送りるなかで水戸ホーリーホックの練習に参加したが2日でけがをた。
Jリーグ合同トライアウトを受けたが、魅力的なオファーがなく家族や膝のことを考え引退を決意した。

## 所属クラブ
- 1993年 - 1998年 万々FC（高知市立初月小学校）
- 1999年 - 2001年 高知市立城北中学校
- 2002年 - 2004年 高知県立高知小津高等学校
- 2005年 - 2008年 流通経済大学サッカー部
- 2009年 - 2011年 ヴィッセル神戸
- 2012年 - 2013年 松本山雅FC

## 個人成績
| 国内大会個人成績 | 国内大会個人成績 | 国内大会個人成績 | 国内大会個人成績 | 国内大会個人成績 | 国内大会個人成績 | 国内大会個人成績 | 国内大会個人成績 | 国内大会個人成績 | 国内大会個人成績 | 国内大会個人成績 | 国内大会個人成績 |
| 年度             | クラブ           | 背番号           | リーグ           | リーグ戦         | リーグ戦         | リーグ杯         | リーグ杯         | オープン杯       | オープン杯       | 期間通算         | 期間通算         |
| 年度             | クラブ           | 背番号           | リーグ           | 出場             | 得点             | 出場             | 得点             | 出場             | 得点             | 出場             | 得点             |
| 日本             | 日本             | 日本             | 日本             | リーグ戦         | リーグ戦         | リーグ杯         | リーグ杯         | 天皇杯           | 天皇杯           | 期間通算         | 期間通算         |
| ---------------- | ---------------- | ---------------- | ---------------- | ---------------- | ---------------- | ---------------- | ---------------- | ---------------- | ---------------- | ---------------- | ---------------- |
| 2005             | 流経大           | -                | JFL              | 16               | 4                | -                | -                | -                | -                | 16               | 4                |
| 2006             | 流経大           | 29               | JFL              | 11               | 1                | -                | -                | 0                | 0                | 11               | 1                |
| 2007             | 流経大           | 7                | JFL              | 9                | 1                | -                | -                | 0                | 0                | 9                | 1                |
| 2008             | 流経大           | 7                | JFL              | 8                | 2                | -                | -                | 2                | 0                | 10               | 2                |
| 2009             | 神戸             | 31               | J1               | 7                | 0                | 4                | 0                | 1                | 0                | 12               | 0                |
| 2010             | 神戸             | 16               | J1               | 2                | 0                | 3                | 0                | 0                | 0                | 5                | 0                |
| 2011             | 神戸             | 16               | J1               | 0                | 0                | 0                | 0                | 1                | 0                | 1                | 0                |
| 2012             | 松本             | 18               | J2               | 30               | 0                | -                | -                | 1                | 1                | 31               | 1                |
| 2013             | 松本             | 18               | J2               | 27               | 2                | -                | -                | 1                | 0                | 28               | 2                |
| 通算             | 日本             | 日本             | J1               | 9                | 0                | 7                | 0                | 2                | 0                | 18               | 0                |
| 通算             | 日本             | 日本             | J2               | 57               | 2                | -                | -                | 2                | 1                | 59               | 3                |
| 通算             | 日本             | 日本             | JFL              | 44               | 8                | -                | -                | 2                | 0                | 46               | 8                |
| 総通算           | 総通算           | 総通算           | 総通算           | 110              | 10               | 7                | 0                | 6                | 1                | 123              | 11               |

- Jリーグ初出場 - 2009年5月23日 J1リーグ第13節　vs柏レイソル (ホムスタ)
- Jリーグ初得点 - 2013年3月20日 J2リーグ第4節　vsコンサドーレ札幌 (札幌ドーム)

## 代表・選抜歴
- 2004年 国民体育大会高知県選抜

## 指導歴
- 2015年 -  ヴェレン大洗SVジュニアユースコーチ